# Jan van Voorthuysen
Jan van Voorthuysen (Zoeterwoude, 9 september 1911 – Den Haag, 18 juli 1990) was een Nederlands hoboïst, musicoloog en muziekcriticus.
Hij was zoon van Florence Hélène Mollinger en militair Jan van Voorthuysen (bij overlijden in 1963 generaal-majoor buitendienst). Hij trouwde in 1955 met Clasine Maria Blom (1922-2013) Na zijn dood werd hij in stilte gecremeerd.
Zijn muziekopleiding verkreeg hij zowel aan de Universiteit Leiden als aan het Haags conservatorium. Bij die laatste instelling kreeg hij lessen op hobo van Jaap Stotijn, viool en piano. Tussen 1935 en 1942 trad hij wel als solist op, maar week toch al uit naar het beroep van muziekcriticus. Hij schreef artikelen voor:
- voorloper van NRC Handelsblad (1935-1942)
- Het Parool
- Haagsch Dagblad (1945-1947)
- Haagsche Courant (1947-1972)
- DISK (jaren zestig)
- Het Vaderland (1976-1978)

Hij schreef ook wel in buitenlandse bladen, in 1958/1959 bijvoorbeeld in Louisville (Kentucky) (Louisville Times) en Dallas (Texas). Het was een uitwisselingsproject.In 1968 werd hij benoemd tot ridder in de Belgische Kroonorde en hij was ook ridder in de Orde van de Academische Palmen. 
Hij leed zijn hele leven aan blindheid.  In 1975 verkreeg hij nog de derde prijs in de Internationale Letterkundige Braille-competitie, uitgeschreven door het Joods Braille Instituut; het kreeg de prijs voor zijn drieluik-poëzie Tripodeon (Gedachten, Woorden, Daden).  Ook Theo Olof refereerde aan zijn blindheid in een column in De Telegraaf in 1981.